# تدريس مشترك

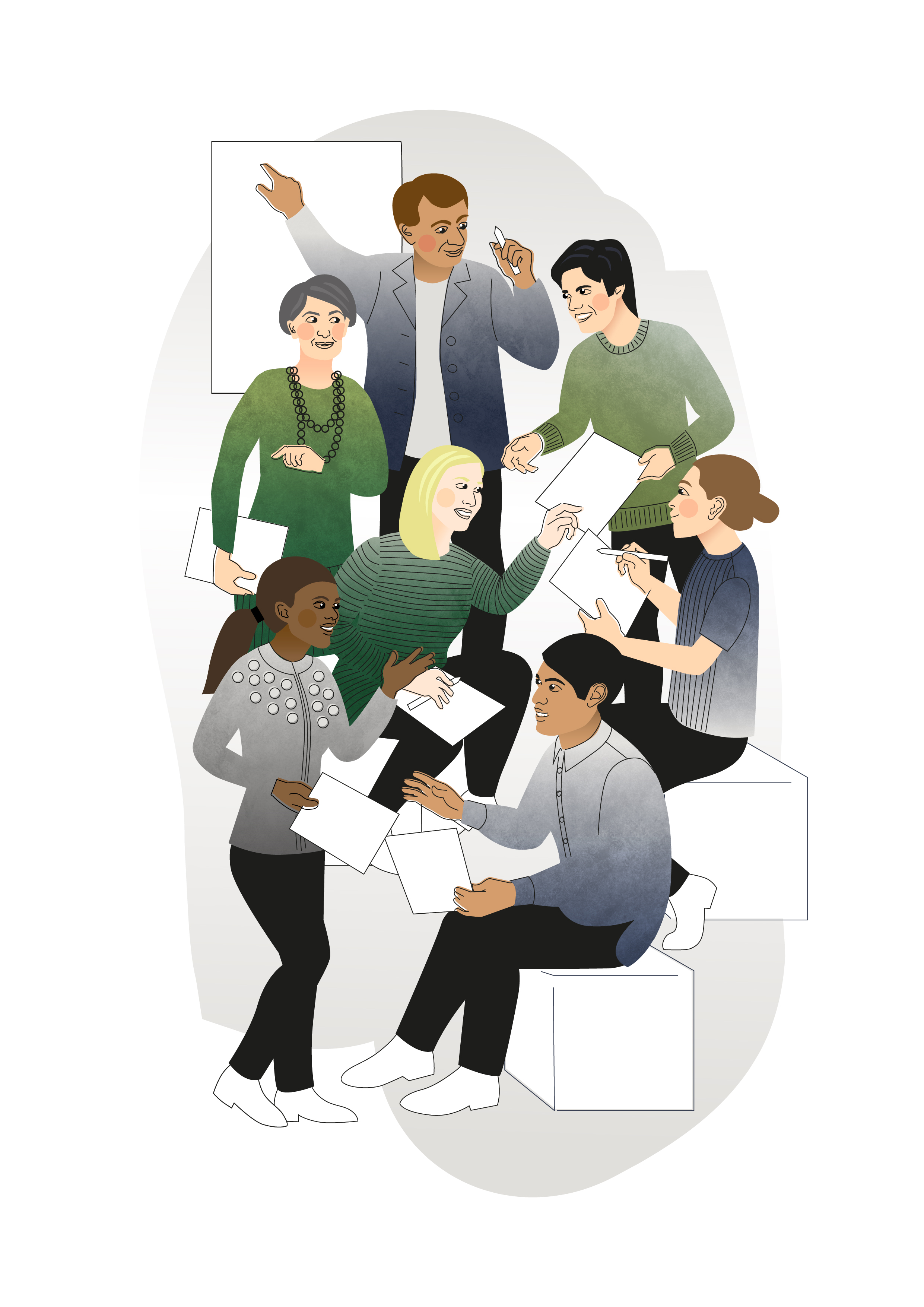

التدريس المشترك أو التدريس الجماعي هو تقسيم العمل، حيث يعمل المعلمون معًا للتخطيط والتنظيم والإرشاد وإجراء التقييمات على نفس المجموعة من الطلاب، بشكل عام في الفصل الدراسي المشترك، وغالبًا مع تركيز قوي على أولئك الذين يدرسون كفريق يكملون مهارات بعضهم البعض أو نقاط القوة الأخرى. يمكن رؤية هذا النهج بعدة طرق. يُطلب من المرشحين المعلمين أن يشاركوا في التدريس مع المعلمين المنتسبين ذوي الخبرة، حيث يتم تقاسم مسؤوليات الفصل، ويمكن لمرشح المعلم التعلم من المعلم المساعد. يمكن إقران معلمي الفصول الدراسية العادية ومعلمي التعليم الخاص في علاقات التدريس المشترك للاستفادة من دمج الطلاب ذوي الاحتياجات الخاصة.